# Battle Cars
Battle Cars è un videogioco per il Super NES pubblicato e sviluppato dalla Namco nel 1993. Ambientato in un futuro lontano, vede delle automobili equipaggiate con armi letali gareggiare tra loro senza esclusione di morti in pista.
È possibile giocare in uno o due giocatori. In quanto singolo giocatore si giocano sfide di difficoltà crescente, mentre in due giocatori si può giocare la campagna alternando il punto di vista, oppure giocare la modalità vs.

## Trama
L'eccesso della rivoluzione industriale ha condannato la terra ad abusarne: tutte le industrie sfruttavano il settore secondario e la sovrappopolazione e la pessima qualità ambientale è dovuta all'utilizzo di macchinari obsoleti ed altamente inquinanti per ridurre i costi di produzione. Il riscaldamento globale è aumentato notevolmente. Il ventunesimo secolo progredisce verso l'effetto serra e questi inizia a mostrare i primi effetti: le calotte polari si sono sciolte a velocità allarmante.
Il livello marino aumentò notevolmente e l'allarme fu mondiale, e sebbene milioni di persone morirono a causa dell'alzamento del livello marittimo, altre chiedevano sangue, essendo stati scoperti armamenti nascosti al mondo sin dalla guerra del golfo. I potenti si inventarono una guerra contro dei fittizi terroristi ambientali ed il mondo cambiò."
L'inizio del ventiduesimo secolo vide sorgere un nuovo ordine mondiale: i sopravvissuti alla devastazione vivevano in città stato e il popolo, stroncanto da numerosi anni guerrieri, richiedeva un nuovo sport... Automobili da Combattimento... tecnologia... aggressione... Automobili da Combattimento. Le Battle Car ottennero la stessa popolarità degli artisti del passato e l'unica regola tra le poche regole rimaste, per chi padroneggiava l'arte di uccidere con le Battle Card, era di risultare sempre vincente.
Citazione: Manuale d'Istruzione di Battle Cars, pagina 4

## Modalità di gioco

### Veicoli
Ci sono tre veicoli all'inizio ed una pletora di colori, e l'unica differenza è estetica, siccome sono tecnicamente identici. Il veicolo scelto lo si usa per tutta la durata della campagna. I veicoli guidati dai bosses sono esotici e impossibili da sbloccare.
È possibile ottenere denaro per potenziare le proprie automobili dopo aver sconfitto i nemici nei circuiti confinanti. Ogni categoria può essere aggiornata sin il livello otto.
- Motore: Determina la velocità basiliare del veicolo quando il turbo non è disponibile.
- Turbo: Aumenta notevolmente la velocità del veicolo ma richiede una ricarica di cinque secondi se abusato in poco tempo.
- Freni: Quando sono migliorati permettono un'azione frenante più efficiente.
- Ammorbidenti: Rendono l'auto più stabile quando sbatte contro una parete.
- Salto: Permette di saltare oltre i propri avversari o sopra i dischi taglienti lanciati contro
- Massa: Riduce i sobbalzi dovuti ai salti.

### Armi
Sono disponibili tre armi migliorabili di volta in volta sino al livello cinque, incrementandone velocità e potenza. Spendendo i crediti si possono ottenere nuove armi.
- Disco: Un disco rotante assai rapido, slitta sino a colpire il telaio dell'automobile avversaria, arrecando il 50% di danno all'energia dei nemici minori.
- Missile: Missile terra-aria, priva di un 50% l'energia di qualunque nemico minore, ma se fallisce a colpire bisognerà attendere dieci secondi prima di spararne un altro.
- Granata: Difficilissima da mirare e pessima gittata, ma elimina all'istante più nemici vicini.

### Livelli
Ci sono nove livelli in totale con due modalità differenti: cross-country e circuit.
Cross-Country: Obbligatoria, almeno inizialmente: percorsi lineari e bisogna eliminare più nemici possibili per guadagnare denaro. Se si spende troppo tempo in questo percorso, si verrà danneggiati continuamente da un satellite Peace-Net piazzato attorno al tracciato.
Circuit: Completato un livello cross-country, si è sfidati dal boss di fine livello per due giri e le altre automobili sono solo dei riempitivi e non danno ricompensa se distrutte. I bosses non possono essere distrutti ma possono essere rallentati con le armi.
I nomi dei circuiti e dei rispettivi boss:
- Newtroit: Metalhead Mike
- Katmandu: Dirty Knuckle Ned
- Meltdown: Doctor Diana
- Fuji: Maniacal Mariko
- Nuevo Vegas: Buffed Bachmed
- Dakar: Nomad Nathalmu
- The Zone: Medfly Max
- Cantauri IV: Fourarm Foxtherm
- New Atlantis:Foxwharmpit

Ci sono altri cinque circuiti e altre nove cross-country in modalità due giocatori.